# Otto von Aufseß
Otto von und zu Aufseß (* 25. August 1825 auf Schloss Unteraufseß; † 2. Dezember 1903 in Regensburg) war Reichsbevollmächtigter und Mitglied des Deutschen Reichstages.

## Leben
Otto von Aufseß, Sohn von Hans von und zu Aufseß, entstammte dem alten fränkischen Adelsgeschlecht der Familie von Aufseß. Während seines Studiums wurde er in Erlangen im Winter-Semester 1844/45 Mitglied der Burschenschaft der Bubenreuther und war 1846 Mitgründer der Burschenschaft der Grauen.
Er amtierte als Reichsbevollmächtigter für Zölle und Steuern in den Provinzen Brandenburg und Posen. Von Dezember 1883 bis Oktober 1884 vertrat er die Deutsche Fortschrittspartei im Reichstag, nachdem er im Wahlkreis Oberfranken 3 (Forchheim) eine Nachwahl für den ausgeschiedenen Abgeordneten Carl Herz gewonnen hatte.
Außerdem war er der Verfasser der Aufsesser Familiengeschichte von 1888.